# Enn Griffel
Enn Griffel (ur. 5 kwietnia 1935 w Assamalli, zm. 3 listopada 2007 w Tallinnie) – radziecki (estoński) kierowca wyścigowy.

## Kariera
W 1963 roku zdobył mistrzostwo Sowieckiej Formuły Junior. Największe sukcesy Griffel odnosił jednak w Sowieckiej Formule 3, gdzie rywalizował samochodami Estonia. W 1960 roku zajął Estonią 3 trzecie miejsce w klasyfikacji serii, natomiast w latach 1967, 1974 i 1976 był wicemistrzem. Ponadto pięciokrotnie (1968, 1969, 1971, 1972, 1975) został mistrzem tej serii. Uczestniczył również w Formule Wostok, w 1974 roku zajmując czwarte miejsce. W 1971 roku wystartował w jednym wyścigu Wschodnioniemieckiej Formuły 3.